# Рой Вегерле
Рой Вегерле (англ. Roy Wegerle; нар. 19 березня 1964, Преторія, ПАР) — колишній американський футболіст південноафриканського походження. Півзахисник, відомий за виступами за збірну США. Учасник чемпіонатів світу 1994 і 1998 років.

## Клубна кар'єра
Вегерле почав кар'єру в ПАР, виступаючи за молодіжну команду «Аркадія Шепардс», а після переїзду в США за команду Південно-Флоридського університету «Буллз». У 1980 році Рой їздив на перегляд у «Манчестер Юнайтед».
У 1984 році він був обраний на драфті коледжу в команду «Тампа-Бей Раудіз». За новий клуб він зіграв 21 матч, забив 9 м'ячів і віддав 17 результативних передач і після закінчення сезону Вегерле був визнаний Новачком Року.
З 1984 по 1986 він виступав у шоубольній  Major Indoor Soccer League за клуб «Такома Старз».
У 1986 році Рой переїхав в Англію в лондонський «Челсі», де виступав за команду дублерів. 24 березня 1988 року він перейшов в «Суіндон Таун» на правах оренди. Після закінчення сезону Рой перейшов підписав контракт з клубом «Лутон Таун», сума трансферу склала 75 тис. фунтів. У «Лутоні» він став лідером команди і в 1990 році за 1 млн фунтів перейшов в «Квінз Парк Рейнджерс». Вегерле зайняв третє місце в списку бомбардирів сезону і отримав нагороду за найкрасивіший гол сезону, забитий у ворота «Лідс Юнайтед».
У березні 1992 року Рой перейшов в «Блекберн Роверз». Сума трансферу склала 1,1 млн фунтів. Він допоміг команді вийти в Прем'єр лігу, але з приходом Алана Ширера, ігровий час Вегерле скоротився. У березні 1993 року Рой перейшов в «Ковентрі Сіті». Незважаючи на низку травм він зіграв за «Сіті» 53 матчі і забив 9 м'ячів.
У 1996 році, з утворенням MLS, Вегерле, як і багато зірок національної збірної США повернулися на батьківщину. Новим клубом Роя став «Колорадо Рапідз», але великих успіхів з ним Вегерле не домігся.
У 1997 році він був обміняний на Стіва Раммела в «Ді Сі Юнайтед». Після «Юнайтед» Вегерле ще сезон відіграв за «Тампа-Бей М'ютені», після чого завершив кар'єру.

## Збірна США
У 1991 році Вегерле отримав американське громадянство, після того, як одружився з американкою. 30 травня 1992 року в матчі проти збірної Ірландії він дебютував за збірну США.
За національну команду Вегерле виступав на Кубку конфедерацій 1992 і Золотому кубку КОНКАКАФ 1993 років. 8 січня 1994 року Рой отримав травму коліна, але встиг відновитися до домашнього чемпіонату світу, і став одним із ключових футболістів турніру. Він взяв участь у всіх матчах змагання проти збірних Швейцарії, Румунії, Колумбії і Бразилії.
У 1998 році він вдруге поїхав на першість світу у Францію, але через велику кількість травм, взяв участь лише в матчах проти Німеччини та Ірану, з'являючись на заміну.
У тому ж році Рой виступав за збірну на Золотому кубку КОНКАКАФ, де допоміг команді завоювати срібні медалі.
Всього за збірну Рой зіграв 41 матчів і забив 7 м'ячів.

## Досягнення
Міжнародні
 США
- Фіналіст Золотого кубка КОНКАКАФ: 1993, 1998

## Особисте життя
У Вегерле є два брати Джордж і Стів, які теж були професійними футболістами. В 1987 році у Роя народився син.
Після закінчення кар'єри футболіста Рой Вегерле на професійному рівні грав у гольф.